# حارة البساتين (دار سعد)
مديرية البساتين هي إحدى مديريات دارسعد (عدن)البساتين الواقع بمديرية دار سعد التابعة لمحافظة عدن، بلغ تعداد سكانها 19322 نسمة حسب تعداد اليمن لعام 2004.